# 卡比獸
卡比獸（日語：カビゴン），為1025種寶可夢中的一種，最先出現於1996年12月。

## 特徵
卡比獸是瞌睡寶可夢。其屬性為一般屬性。鳴叫的聲音響亮，尤其是肚子餓時。超級會吃，生活中不是吃就是睡覺，吃飽睡、睡飽吃的情形下，讓牠體重越來越重。其胃口超好，無論發霉的食物、荊棘、樹才怪都可以吃的下去，最喜歡的食物是蘋果、麻糬及咪咪麵。

### 命名由來
日文的命名原因是由黴菌（カビ）和字尾所合起來，代表這隻寶可夢連長黴菌的發霉物都能吃。英文則來自於打呼或打呼聲的Snore外加散漫的、放鬆的英文lax合併得來。中文則是來自音譯的卡比加上獸這個字尾。

## 其他地區圖鑒編號
卡洛斯地區
小卡比獸 - 卡比獸（#139）- 咕妞妞
阿羅拉地區
太陽、月亮版
小卡比獸 - 卡比獸（#036）- 呆呆獸
究極之日、究極之月版
小卡比獸 - 卡比獸（#043）- 呆呆獸
伽勒爾地區
小卡比獸 - 卡比獸（#256）- 木棉球

## 遊戲中的卡比獸
精靈寶可夢系列遊戲中，卡比獸僅出現於紅、綠、藍、黃、金、銀、水晶、火紅、葉綠、心金、魂銀、黑2、白2、X、Y、Let's Go！皮卡丘、Let's Go！伊布、劍、盾中，鑽石、珍珠、白金、黑、白、太陽、月亮、究極之日、究極之月則可由小卡比獸進化而來。蛋群屬於怪獸類。野生卡比獸絕對會擁有吃剩的東西（紅、綠、藍、黃、金、銀、水晶、紅寶石、藍寶石、綠寶石、鑽石、珍珠、白金、心金、魂銀、黑、白、黑2、白2、X、Y、歐米加紅寶石、阿爾法藍寶石、太陽、月亮、究極之日、究極之月、劍、盾版）或零餘果（火紅、葉綠版），而其男女比例為雄性87.5%，雌性12.5%。此外，卡比獸以速度慢，血量多出名。利用道具飽腹薰香可以生出小卡比獸的蛋，而親密度足夠時，小卡比獸就可以在早上進化成卡比獸。特性是免疫（不會陷入中毒狀態）及厚脂肪（減弱冰屬性或火屬性招式的傷害）。隱藏特性是貪吃鬼（原本ＨＰ變得很少時才會吃樹果，在ＨＰ還有一半時就會把它吃掉）。男女外型上並無差別。在劍、盾版中引入超極巨化樣子的卡比獸。超極巨化卡比獸的超極巨招式「超極巨資源再生」-超極巨化的「卡比獸」使出的一般屬性攻擊會變為「超極巨資源再生」。「超極巨資源再生」不僅會向對手造成傷害，有時還能使我方寶可夢在戰鬥中食用的「樹果」再生。不動的駭人之力-不知是受到了腹部重量的影響還是它本身的特質，幾乎一動不動。在戰鬥時會稍微抬起上半身拍動手腳攻擊對手。雖然看上去沒什麼干勁，破壞力卻強大超群，被視為極巨化寶可夢中數一數二的駭人之力。

### 捕捉方式
紅、綠、藍、黃、火紅、葉綠版中，會有兩隻沉睡的卡比獸躺在路上擋路，而不是出現在路旁草叢或樹木中，由於卡比獸睡著，所以不能任意補捉。要叫醒卡比獸，必須要有寶可夢之笛，照劇情到某種階段吹笛子叫醒。金、銀、水晶版中，只有一隻沉睡的卡比獸擋在洞口擋路，同樣也沒出現在路旁草叢或樹木中，因此也不能任意捕捉。在此處要叫醒卡比獸，則必須要有收音機和收音卡，利用某頻道所播出的笛聲，把他吵醒。利用以上的方法，就可以叫醒卡比獸，剛醒來的卡比獸會很惱怒，而和主人公戰鬥，此時就可以進行捕捉。心金、魂銀版中，在11號道路用廣播叫醒後捕捉，或在11號道路用廣播叫醒後打倒，再次登入名人堂後用廣播叫醒後捕捉獲得。黑、白版中，在限時活動中獲得小卡比獸，親密度滿後進化後獲得。黑2、白2版中，在雷文市用任意寶可夢与阿鐵/琉璃交換獲得。X、Y版中，在7號道路，與火紅、葉綠版相同方式獲得。太陽、月亮、究極之日、究極之月版中，在1號道路，野生寶可夢呼喚小卡比獸並獲得小卡比獸後進化獲得。 Let's Go！皮卡丘、Let's Go！伊布版中，①12號道路與16號道路，與火紅、葉綠版相同方式獲得。②在華藍洞窟內野生捕捉獲得。劍、盾版中，①可在機擎河岸霧天以外的狀態下野生捕捉獲得。②在機擎河岸，巨石原野，橋間空地，絢麗草原，牙牙湖東岸的巢穴中有幾率遇到，通過極巨化團體戰挑戰擊敗後捕捉獲得。但有可能會逃跑。③2019年12月4日至2020年1月上旬或2020年3月9日至2020年3月25日，連接網路接收曠野地帶新聞，即可通過極巨化團體戰在曠野地帶遇見超極巨化卡比獸，捕捉方式與普通的極巨化團體戰相同。

## 動畫中的卡比獸
在精靈寶可夢動畫中，卡比獸最早出現在動畫第40集「醒來吧！卡比獸！」 中。因為主角小智等人行經某村莊，卻發現那村莊缺水而無收成，導致饑荒。調查之下才發現原來是水源地被一隻卡比獸以及眾多荊棘所堵住。眾人（包含火箭隊）想出許多方法想叫醒卡比獸，但未果。最後在吹笛老人的幫助下，小智利用寶可夢之笛叫醒他。原本大家還在繼續為荊棘煩惱時，卡比獸吃掉了所有荊棘（因為荊棘是卡比獸最愛的食物），才終於解決所有問題。
在橘子聯盟時，小智到達了果實七島，發現這裡的文旦可能將被一隻肚子極餓的卡比獸給吞噬殆盡，為了阻止卡比獸繼續吞食其他島嶼的文旦，小智曾利用許多方法阻止。最後在無計可施之下，只好打敗卡比獸而收服他。這隻卡比獸非常特別，因為它會游泳，而且還是游蝶泳，而速度亦很快，很敏捷，攻擊量極大，但食量很大，個性雖然溫和，但只要遇到吃的就會奮不顧身往前衝。可是精靈球中待久了，,再加上後來大木博士把卡比獸的食物改為寶可方塊,令卡比獸的食量的確減少許多(由每日吃400公斤食物改為吃一粒相等於300公斤食物的寶可方塊)。其攻擊力相當厲害，可惜在最後的橘子聯盟勝利者盃前沉睡不醒，令小智要用卡比獸和肯泰羅交換才能參賽。後來卡比獸被寄放在大木博士研究所內。在第255话，卡比獸有打败小樁的刺龙王，后来被暴鲤龙击败。在白银大会，卡比獸打败了小茂的风速狗与尼多后，但输给了巨钳螳螂。在跟叶越对战时打败了引夢貘人与大钢蛇，但输给了黑魯加。
在城都地區，小智曾拿卡比獸來參加相撲比賽，卡比獸還因為體重過重而壓壞體重計。因為看到獎品是一堆可口的寶可夢食物，卡比獸就奮不顧身的相撲，最後終於打贏大力鱷，獲得冠軍而高高興興的吃起寶可夢食物。
在豐緣地區，要出發前往戰鬥領域時，小智曾回去大木博士研究所探望，也見到了卡比獸。而在戰鬥領域的格鬥道場中，小智也有派卡比獸參賽。曾有野生卡比獸干擾著香蕉樂園的懶人獺。要出發前往戰鬥領域時，小智曾回去大木博士研究所探望，也見到了卡比獸。而在戰鬥領域的格鬥道場告新奧聯盟中，小智也有派卡比獸參賽。。總體來說卡比獸可以說是小智手上最強的王牌寶可夢，多次幫助小智在重要的決鬥中取得勝利。在第158集「燃烧吧！卡比兽！寶可夢全能競技賽的王者!!」中，卡比獸是悠太的主力寶可夢，一直以來都被悠太以科學訓練方式鍛煉著。悠太的卡比獸參加了寶可夢全能競技賽,並以微弱的優勢超過了小智的皮卡丘，最終贏得了比賽。
在伽勒爾地區，在第5集「卡比獸巨大化!? 極巨化的謎團!!」中，有一隻會超極巨化的卡比獸在伽勒爾地區的曠野地帶上生活著，小智和小進为調查巨大化寶可夢的途中尋找到了它。超極巨化以後的卡比獸的身體一部分壓迫到了列車軌道上，小智和小進以及炎兔兒合力解決了這次危險。至此，小智一行人的調查目的也達到了。

### 劇場版
在系列長篇電影版中，小智的卡比獸曾出現數次。在洛奇亞爆誕的片頭曲時，小智曾將其卡比獸放出來吹風，但是因為體重太重，差點翻船而作罷。在裂空的訪問者中，曾經有一隻小卡比獸進化成卡比獸，用其軟軟的肚子幫助小智等人完成任務。
在系列短篇電影版中，卡比獸常以配角出現，包含皮卡丘的探險隊、皮丘與皮卡丘等等，戲份並不重。

### 放送局
小智的卡比獸曾經於第12集和第48集的精靈寶可夢放送局中出現，但戲份不多，大多的鏡頭都是在睡覺。

### OVA
卡比獸也曾經出現在特別篇皮丘系列數次（因為其故事源自於皮卡丘的探險隊）。另在特別篇白色聖誕節中，眾寶可夢們曾經用大雪堆出卡比獸，並在夢中把雪人卡比獸加以實體化，讓卡比獸帶大家去北極遊玩。

### 聲優
- 日本：小西克幸（小智的卡比獸[13]、特別篇皮丘系列）、小形滿（劇場版「皮丘與皮卡丘」）、佐藤智恵（精靈寶可夢超世代第88集）、高木均（劇場版「皮卡丘的探險隊」）、內藤玲（劇場版「皮卡丘的探險隊」）、真山亞子（雪人卡比獸，特別篇「白色聖誕節」）、山本圭子（由小卡比獸進化，劇場版「裂空的訪問者 代歐奇希斯」）
- 台灣：
- 香港：陳卓智、陳欣
- 美國：Kevin Michael Richardson（戰鬥領域時代）

## 漫畫中的卡比獸

### 神奇寶貝特別篇
在神奇寶貝特別篇中，主角小智擁有一隻卡比獸，並且為他的主力六隻之一。在戰鬥時小智常常藉其力量。

### 神奇寶貝
在穴久保幸作所著的同名漫畫神奇寶貝中，卡比獸常常以配角的小腳色，如當成路人。另在第3冊「激鬥！神奇寶貝棒球大賽！之卷」中（詳見神奇寶貝），卡比獸曾擔任雷特隊防守二壘手。

## 卡片遊戲
在精靈寶可夢系列卡片遊戲中，卡比獸最早出現於第二彈。

## 现实影响
万代曾经推出仿照比例的毛玩偶般的软床，高约150厘米，宽约130厘米，厚约60厘米，即使售价上万日元，仍然受到买家爱好者欢迎。但由于其体积巨大，多数出现包装过大无法通过家门或者挤占房间空间，甚至在新加坡有男性买了三个给其喜欢卡比兽的女朋友，结果挤占到房间没有空间居住，导致女朋友愤怒而差点离家出走，最终被迫全部再转让出售解决。

## 其他
- 卡比獸的體重是第一[1]、二世代[19]中最重的，直到第三世代時[20]，被固拉多（950公斤）和巨金怪（550公斤）所超越。

## 註解
1. 1 2  。第一世代就是指自精靈寶可夢紅版、綠版開始出現的寶可夢，全國圖鑑編號1～151
2. ↑  出自動畫第40集「醒來吧！卡比獸！」
3. ↑  早上是指4:00～19:59
4. ↑  從精靈寶可夢珍珠鑽石版後，部分寶可夢開始有雄雌上的差別
5. ↑  出自第95集「大胃王卡比獸！大恐慌！」
6. ↑  出自第108集「燃燒吧！卡比獸！」
7. ↑  出自精靈寶可夢超世代第88集《香蕉懒人翁园的卡比兽！！》
8. ↑  出自第112集「勝利者盃，全員大對決六VS六」
9. ↑  出自第195集「大力鱷對抗水箭龜，相撲大戰鬥」
10. 1 2  出自超世代第132集「大木研究所！全員大集合！！」
11. 1 2  出自超世代第148集「對戰競技場！格鬥對決！！」
12. ↑  出自超世代第88集「懶人翁香蕉樂園的卡比獸」
13. ↑  精靈寶可夢第94～111集、第194集、第270集，精靈寶可夢超世代第88集、第132集、第148話，精靈寶可夢放送局第4集、第14集
14. 1 2  . 香港 UNWIRE.HK 玩生活．樂科技. 2016-08-22  [2018-05-31]. （原始内容存档于2018-06-13） （中文（臺灣））.
15. 1 2  .   [2018-05-31]. （原始内容存档于2018-06-13）.
16. 1 2  中時電子報. . 中時電子報.   [2018-05-31]. （原始内容存档于2018-06-13） （中文（臺灣））.
17. ↑  三立新聞網. .   [2018-05-31]. （原始内容存档于2016-10-23） （中文（臺灣））.
18. ↑  .   [2018-05-31]. （原始内容存档于2018-06-13）.
19. ↑  第二世代就是指自精靈寶可夢金、銀版開始出現的寶可夢，全國圖鑑編號152～251
20. ↑  第三世代是指自精靈寶可夢紅寶石、藍寶石版開始出現的寶可夢，全國圖鑑編號252～386